# LingCloud
LingCloud（凌雲雲计算系统）是中国科学院计算技术研究所研发的一套云计算系统软件，以Apache License 2.0授权开源发布。LingCloud提供一套同时支持物理机和虚拟机管理与租赁的云计算基础设施管理系统，支持在共享设施上接入高性能计算、大规模数据处理、海量存储等多种应用模式。LingCloud可用于构建组织内的私有云，以管理其基础设施。
LingCloud系统基于Xen虚拟化平台，使用OpenNebula管理虚拟机群。已被OpenNebula认定为Cloud Solution Provider。

## 组件
LingCloud的主要组件包括：
- Molva — LingCloud系统核心，一套弹性计算基础设施管理软件，提供异构资源管理与租赁框架，并作为面向基础设施与应用资源的单一控制点。
- Portal — 基于web的系统管理界面，其模块包括：
  - 基础设施：基于分区（英语：Logical partition (virtual computing platform)）与机群技术的物理机与虚拟机管理。
  - 应用封装：虚拟电器创建与管理。
  - 系统监控：机群运行时信息监控。

## 版本历史
LingCloud开源版本自2011年5月起对外发布。
| 版本  | 发布日期   | 备注  |
| ----- | ---------- | ----- |
| 0.8   | 2011.05.28 | [ 5 ] |
| 0.9   | 2011.08.31 | [ 6 ] |
| 0.9.1 | 2011.12.22 |       |